# Johannes Walter (Holzstecher)

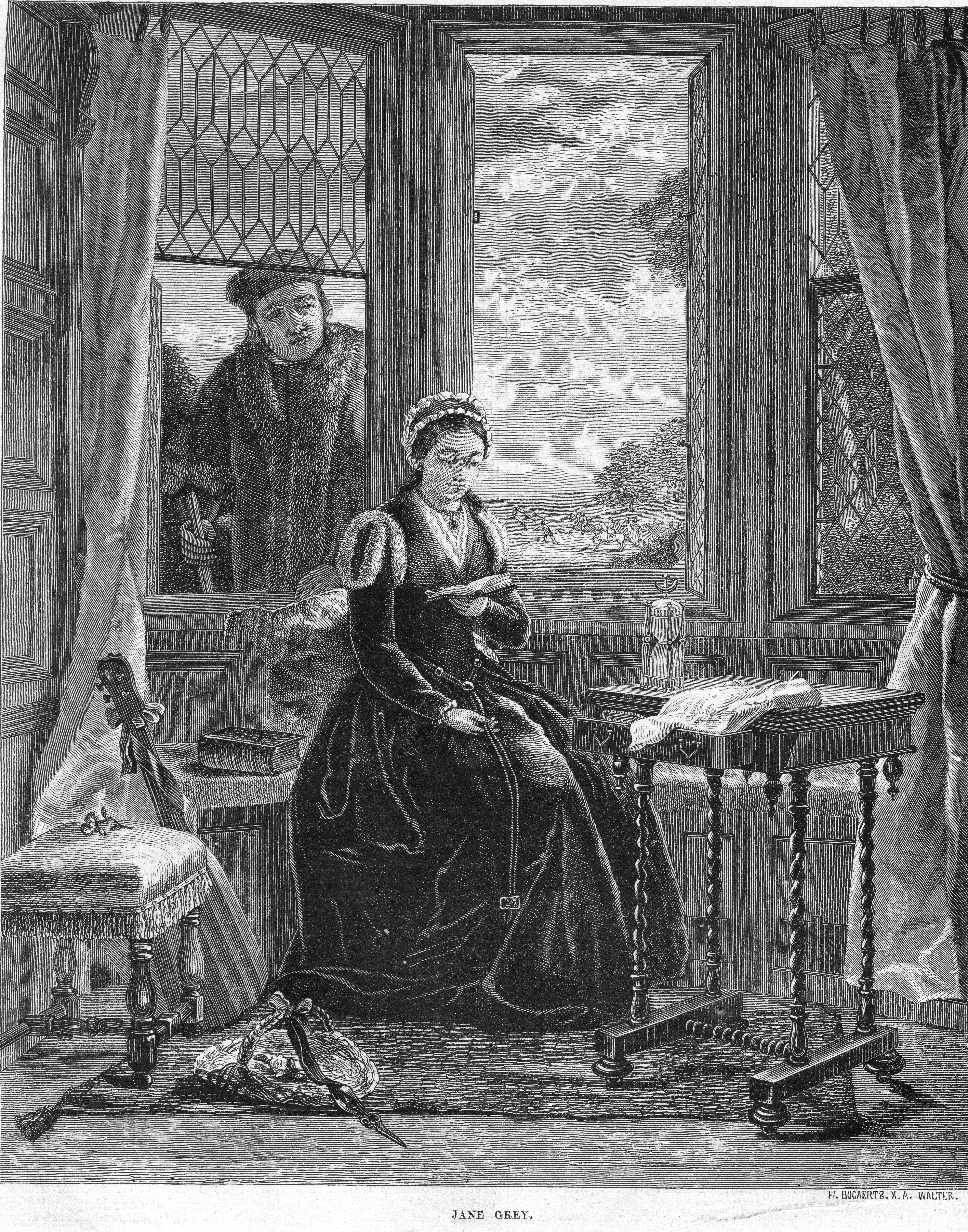
Holzstich (1869)

Johannes Walter (geboren 2. März 1839 in Schaffhausen; gestorben 9. April 1895 in Haarlem) war ein Holzstecher.
Walter war von 1852 bis 1858 Schüler in der Holzstich-Klasse der Leipziger Kunstakademie. Nach seinem Studium arbeitete er ab 1858 zunächst in Bern und anderen Orten in der Schweiz, bevor er ab 1870 in Düsseldorf im xylographischen Atelier von Richard Brend’amour tätig wurde.
Nachdem Walter dann auch in ’s-Hertogenbosch in den Niederlanden tätig gewesen war, wirkte er ab 1890 in Haarlem in den Niederlanden bei Johannes Enschedé & Söhne.